# Finale Europacup I 1963
De finale van de Europacup I van het seizoen 1962/63 werd gehouden op 22 mei 1963 in het Wembley Stadium in Londen. Benfica stond voor de derde keer op rij in de finale. De Portugezen verloren ditmaal van AC Milan, dat voor de eerste keer de Europacup veroverde. Het was de eerste finale zonder Spaanse club.

## Wedstrijd
|             |                   |       |             |                                                                                        |
| 22 mei 1963 | AC Milan          | 2 – 1 | Benfica     | Wembley Stadium, Londen Toeschouwers: 45.715 Scheidsrechter: Arthur Holland (Engeland) |
| 22 mei 1963 | Altafini 58', 66' |       | Eusébio 18' | Wembley Stadium, Londen Toeschouwers: 45.715 Scheidsrechter: Arthur Holland (Engeland) |

| Milan | Benfica |

| AC Milan:   |    |                     |
|             |    |                     |
| GK          | 1  | Giorgio Ghezzi      |
| DF          | 2  | Mario David         |
| DF          | 3  | Mario Trebbi        |
| DF          | 5  | Cesare Maldini      |
| MF          | 4  | Víctor Benítez      |
| MF          | 6  | Giovanni Trapattoni |
| FW          | 8  | Dino Sani           |
| FW          | 10 | Gianni Rivera       |
| FW          | 7  | Gino Pivatelli      |
| FW          | 9  | José Altafini       |
| FW          | 11 | Bruno Mora          |
| Coach:      |    |                     |
| Nereo Rocco |    |                     |

| Benfica:       |    |                          |
|                |    |                          |
| GK             | 1  | Alberto da Costa Pereira |
| DF             | 2  | Domiciano Cavém          |
| DF             | 3  | Raúl Machado             |
| DF             | 4  | Fernando Cruz            |
| MF             | 5  | Humberto Fernandes       |
| MF             | 6  | Mário Coluna             |
| FW             | 8  | Joaquim Santana          |
| FW             | 10 | Eusébio                  |
| FW             | 7  | José Augusto             |
| FW             | 9  | José Torres              |
| FW             | 11 | António Simões           |
| Coach:         |    |                          |
| Fernando Riera |    |                          |